# Suprema Corte dos Estados Unidos
Suprema Corte ou Supremo Tribunal dos Estados Unidos (em inglês:  Supreme Court of the United States) é o mais alto tribunal federal dos Estados Unidos, ou seja, possui autoridade jurídica suprema dentro do país para interpretar e decidir questões quanto à lei federal, incluindo a Constituição. Sua sede está localizada em Washington, D.C.
Este tribunal está no topo do Poder Judiciário do Governo Federal. Os outros dois ramos do Governo Federal norte-americano são o Poder Executivo e o Poder Legislativo. Por vezes, a instituição é coloquialmente referida como SCOTUS (Supreme Court of the United States), em analogia com outras siglas como POTUS (President of the United States). ou "USSC" (de United States Supreme Court).

## Estrutura e poderes
Os poderes da Suprema Corte são estabelecidos na primeira e segunda seções do Artigo Terceiro da Constituição dos Estados Unidos:
Seção 1
"O Poder Judiciário dos Estados Unidos será investido em uma Suprema Corte e nos tribunais inferiores que forem oportunamente estabelecidos por determinações do Congresso. Os juízes, tanto da Suprema Corte como dos tribunais inferiores, conservarão seus cargos enquanto bem servirem, e perceberão por seus serviços uma remuneração que não poderá ser diminuída durante a permanência no cargo."
Seção 2
"A competência do Poder Judiciário se estenderá a todos os casos de aplicação da Lei e da Equidade ocorridos sob a presente Constituição, as leis dos Estados Unidos, e os tratados concluídos ou que se concluírem sob sua autoridade; a todos os casos que afetem os embaixadores, outros ministros e cônsules; a todas as questões do almirantado e de jurisdição marítima; às controvérsias em que os Estados Unidos sejam parte; às controvérsias entre dois ou mais Estados, entre um Estado e cidadãos de outro Estado, entre cidadãos de diferentes Estados, entre cidadãos do mesmo Estado reivindicando terras em virtude de concessões feitas por outros Estados, enfim, entre um Estado, ou os seus cidadãos, e potências, cidadãos, ou súditos estrangeiros.

Em todas as questões relativas a embaixadores, outros ministros e cônsules, e naquelas em que se encontrar envolvido um Estado, a Suprema Corte exercerá jurisdição originária. Nos demais casos supracitados, a Suprema Corte terá jurisdição em grau de recurso, pronunciando-se tanto sobre os fatos como sobre o direito, observando as exceções e normas que o Congresso estabelecer. (...)"
A Suprema Corte é o único tribunal requerido pela Constituição norte-americana. Todos os outros tribunais federais são criados pelo Congresso dos Estados Unidos. Os juízes (atualmente nove), são nomeados pelo Presidente dos Estados Unidos e confirmados com um voto de maioria pelo Senado. Um destes nove serve como Juiz Chefe; os membros restantes são designados Juízes Associados.
Como em todos tribunais federais, a jurisdição do tribunal é limitada. Enquanto a Suprema Corte possui jurisdição original em alguns casos entre estados, a maior parte dos trabalho consiste na revisão de apelações de casos procedentes de supremas cortes estaduais ou de tribunais federais inferiores.

## Mandato
A constituição estipula que os juízes fiquem na corte enquanto tiverem boa conduta (exceto quando o escolhido não tenha sido confirmado pelo senado). Portanto, os juízes podem continuar exercendo por toda sua vida, ou até quando se aposentar ou sair voluntariamente.

## Membros
| Nome                            | Nascimento              | Estado           | Nomeado por  | Número de Votos de confirmação pelo Senado | Início de suas funções | Carreira |
| ------------------------------- | ----------------------- | ---------------- | ------------ | ------------------------------------------ | ---------------------- | --- |
| John Roberts (Chefe de Justiça) | 27 de Janeiro de 1955   | Maryland         | G.W. Bush    | 78–22                                      | 29 de Setembro de 2005 | Juiz do Tribunal de Justiça (Court of Appeals) de Washington, DC (2003 - 2005); Advogado (1993 - 2003) |
| Clarence Thomas                 | 23 de junho de 1948     | Geórgia          | G.H.W. Bush  | 52–48                                      | 23 de outubro de 1991  | Juiz do Tribunal de Justiça (Court of Appeals) de Washington, DC (1990 - 1991) |
| Samuel Alito                    | 4 de Janeiro de 1950    | Massachusetts    | G.W. Bush    | 58–42                                      | 31 de Janeiro de 2006  | Juiz do Tribunal de Justiça (Court of Appeals) de Filadélfia (1990–2006); Procurador em Nova Jersey (1987–1990); Procurador Adjunto (1985–1987); Assistente ao Advogado-geral dos Estados Unidos (US Solicitor General) (1981–1985); Procurador Regional dos Estados Unidos em Nova Jersey (1977–1981)) |
| Sonia Sotomayor                 | 25 de Junho de 1954     | Nova Iorque      | Barack Obama | 68–31                                      | 8 de Agosto de 2009    | Juíza do Tribunal de Justiça (Court of Appeals) de Nova Iorque (1998–2009), District Judge, District Court for the Southern District of New York (1992–1998), Advogada (1984–1991), Promotora de justiça, Nova Iorque, (1979–1984) |
| Elena Kagan                     | 28 de Abril de 1960     | Nova Iorque      | Barack Obama | 63–37                                      | 7 de Agosto de 2010    | Advogada-geral dos Estados Unidos, (2009-2010); Reitora, Harvard Law School (2003-2009); Professora, Harvard Law School (2001-2003); Professora Visitante, Harvard Law School, (1999-2001); Membro do Conselho da Casa Branca (1995-1999); Diretora Adjunta do Conselho de Política Doméstica da Casa Branca, (1995-1999); Professora Titular, Faculdade de Direito da Universidade de Chicago (1995); Professora Associada, Faculdade de Direito da Universidade de Chicago, (1991-1995) |
| Neil Gorsuch                    | 29 de Agosto de 1967    | Colorado         | Donald Trump | 54-45                                      | 10 de Abril de 2017    | Era membro do Departamento de Justiça dos Estados Unidos; depois foi nomeado juiz para Tribunal de Apelações para o Distrito de Colúmbia |
| Brett Kavanaugh                 | 12 de fevereiro de 1965 | Washington, D.C. | Donald Trump | 50–48                                      | 6 de outubro de 2018   | Corte de Apelações dos Estados Unidos para o Circuito do Distrito de Columbia (2006-2018); Secretário da Casa Branca (2003-2006). |
| Amy Coney Barrett               | 28 de janeiro de 1972   | Luisiana         | Donald Trump | 52-48                                      | 27 de outubro de 2020  | Juíza do Tribunal de Apelações do 7º Circuito de Chicago (2017-2020) |
| Ketanji Brown Jackson           | 14 de setembro de 1970  | Washington, D.C. | Joe Biden    | 53–47                                      | 30 de junho de 2022    | Juíza do Tribunal de Apelações dos Estados Unidos para o Circuito do Distrito de Columbia (2021–2022) |

### Juízes associados
Os juízes associados são os membros da corte junto com o chefe de Justiça. Seu número é determinado pelo Congresso, sendo correntemente oito. São nomeados pelo Presidente dos Estados Unidos que os submete ao referendo do Senado para confirmação; se confirmado se torna juiz federal vitalício somente sendo removido pela morte, aposentadoria ou impedimento.
Os juízes associados decidem por votação de maioria absoluta sobre os casos com aceitação junto da Suprema Corte decidindo sobre a constitucionalidade ou não das leis municipais, estaduais e federais. Se numa deliberação a posição do Chefe de Justiça prevalece, ele redige a sentença ou escolhe um juiz associado com a mesma posição para o fazer; se não, escolhe um juiz associado da posição vencedora.
A diferença do chefe de Justiça para o juiz associado é que aquele preside as sessões judiciárias e administra as instalações da Suprema Corte e recebe uma remuneração ligeiramente maior (208 100 dólares anuais contra 190 200 do juiz associado).

## Sentenças
- Bush v. Gore
- República da Áustria vs. Altmann